# Linhares EC
Linhares EC was een Braziliaanse voetbalclub uit de Braziliaanse stad Linhares in de staat Espírito Santo.

## Geschiedenis
In 1991 probeerden Industrial EC en América FC de Linhares te fuseren, maar dat mislukte. Industrial ontbond zichzelf en werd heropgericht als Linhares EC op 15 maart. In 1993 werd de club staatskampioen en mocht hierdoor in 1994 deelnemen aan de Copa do Brasil en schakelde zowaar topclub Fluminense uit in de eerste ronde. Ze bereikten de kwartfinale, waarin ze verloren van Ceará SC. De club werd nog drie keer staatskampioen en nam ook enkele keren deel aan de Série C. In 2002 degradeerde de club uit de hoogste klasse van het staatskampioen en kreeg daarna te kampen met financiële problemen waardoor de club in 2003 ontbonden werd.

## Erelijst
Campeonato Capixaba
1993, 1995, 1997, 1998